# Mathias Le Turnier
Mathias Le Turnier (Audenge, 14 maart 1995) is een Frans wielrenner.

## Carrière
Op de baan werd Le Turnier in 2012 nationaal juniorenkampioen op de ploegenachtervolging, samen met Clément Barbeau, Thomas Boudat en Lucas Destang.
In 2013 werd Le Turnier derde op het nationale wegkampioenschap voor junioren, achter Élie Gesbert en Axel Journiaux. Een jaar later werd hij negende in de tijdrit de beloften, met een achterstand van anderhalve minuut op Bruno Armirail. In 2015 deed hij het in diezelfde leeftijdsklasse vier plaatsen beter: Le Turnier eindigde in de vijfde tijd, 47 seconden langzamer dan winnaar Rémi Cavagna. In 2016 werd hij tweede in het eindklassement van zowel de Ronde van de Isard als de Ronde van Gironde, waardoor hij een stagecontract bij Cofidis aangeboden kreeg. In september werd bekend dat Le Turnier een contract voor twee seizoenen had getekend en met ingang van 2017 prof zou zijn.
In 2017 maakte Le Turnier zijn seizoensdebuut maakte in de GP La Marseillaise, waar hij op plek 87 eindigde. In mei werd hij vierde in de vierde etappe van de Ronde van Californië, nadat hij het in de sprint met vijf renners moest afleggen tegen Evan Huffman, Rob Britton en Lennard Hofstede. Later dat jaar was enkel Thomas Scully sneller in de vierde etappe van de Route du Sud en werd Le Turnier onder meer zevende in de Ronde van de Doubs.

## Baanwielrennen

### Palmares
| Jaar     | FK                   | EK       | WK       | Overig   |
| Junioren | Junioren             | Junioren | Junioren | Junioren |
| -------- | -------------------- | -------- | -------- | -------- |
| 2012     | Ploegenachtervolging |          |          |          |
| 2013     | Ploegenachtervolging |          |          |          |

## Wegwielrennen

### Overwinningen
2019
Jongerenklassement Ronde van de Haut-Var

### Resultaten in voornaamste wedstrijden
| Jaar | Ronde van Italië | Ronde van Frankrijk | Ronde van Spanje |
| ---- | ---------------- | ------------------- | ---------------- |
| 2017 |                  |                     |                  |
| 2018 |                  |                     | 110e             |
| 2019 |                  |                     |                  |
| 2020 | 80e              |                     |                  |
| 2021 |                  |                     |                  |
| 2022 |                  |                     |                  |

| Jaar | Luik-Bast.‑Luik | Ronde van Lombardije | Waalse Pijl | Parijs-Tours |
| ---- | --------------- | -------------------- | ----------- | ------------ |
| 2017 |                 | 41e                  |             |              |
| 2018 |                 |                      |             |              |
| 2019 | opgave          |                      | opgave      |              |
| 2020 |                 | buit.tijd            |             |              |
| 2021 |                 |                      | opgave      |              |
| 2022 |                 |                      |             | 66e          |

## Ploegen
2016 –  Cofidis, Solutions Crédits (stagiair vanaf 1 augustus)
2017 –  Cofidis, Solutions Crédits
2018 –  Cofidis, Solutions Crédits
2019 –  Cofidis, Solutions Crédits
2020 –  Cofidis, Solutions Crédits
2021 –  DELKO
2022 –  Team U Nantes Atlantique
Ahlstrand · Bagot · N.Bouhanni · R.Bouhanni · Božič · Chetout · Cousin · Edet · Hardy · Hofstetter · Jeannesson · Jõeäär · Laporte · Lemoine · Maté · Molard · Navarro · Perez · Rossetto · Sénéchal · Simon · Soupe · Turgis · Van Staeyen · Vanbilsen · Venturini · Godon (stagiair) · Le Turnier (stagiair)
Bagot · Bonnafond · N. Bouhanni · R. Bouhanni · Chetout · Claeys · Cousin · Edet · Godon · Hofstetter · Laporte · Le Turnier · Lemoine · Maté · Navarro · Perez · Rossetto · Sénéchal · Simon · Soupe · A. Turgis · J. Turgis · Van Genechten · Van Staeyen · Vanbilsen · Venturini · Barceló (stagiair) · Lafay (stagiair) · T. Turgis (stagiair)
Bonnafond · N. Bouhanni · R. Bouhanni · Chetout · Claeys · Edet · Godon · Jesús Herrada · José Herrada · Hofstetter · Lafay · Laporte · Le Turnier · Lemoine · Maté · Navarro · Perez · Rossetto · Simon · Soupe · Teklehaimanot · A. Turgis · J. Turgis · Van Lerberghe · Van Staeyen · Vanbilsen · Morin (stagiair) · Puppio (stagiair) · Skaarseth (stagiair)
Atapuma · Berhane · N. Bouhanni · R. Bouhanni · Chetout · Claeys · Edet · Fortin · Hansen · Jesús Herrada · José Herrada · Hofstetter · Lafay · Laporte · Le Turnier · Lemoine · Maté · Mathis · Morin · Perez · Périchon · Rossetto · Simon · Soupe · Touzé · Van Lerberghe · Vanbilsen · Waeytens · Finé (stagiair) · Leyder (stagiair) · Viviani (stagiair)
Allegaert · Barceló · Berhane · Claeys · Consonni · Edet · Finé · Haas · Hansen · Jesús Herrada · José Herrada · Lafay · Laporte · Le Turnier · Lemoine · Martin · Maté · Mathis · Morin · Perez · Périchon · Rossetto · Sabatini · Touzé · Vanbilsen · Vermote · A. Viviani · E. Viviani  · Prodhomme (stagiair) · Zanoncello (stagiair)